# چو یونگ جه
چو یونگ جه (کره‌ای: 조영재؛ زادهٔ ۱۵ ژانویهٔ ۱۹۹۹) ورزشکار ورزش تیراندازی اهل کره جنوبی است. او در بازی‌های المپیک تابستانی ۲۰۲۴ برندهٔ مدال نقره شده است.
وی در مسابقات کشوری و بین‌المللی در مجموع برندهٔ ۳ مدال نقره، ۱ مدال برنز شده است.